# Belk Bowl 2017
Match précédent Match suivant
Le Belk Bowl 2017 est un match de football américain de niveau universitaire joué après la saison régulière de 2017, le 29 décembre 2017 au Bank of America Stadium de Charlotte dans l'état du Caroline du Nord aux États-Unis.
Il s'agit de la 16e édition du Belk Bowl.
Le match met en présence les équipes des Demon Deacons de Wake Forest issus de l'Atlantic Coast Conference et des Aggies du Texas issus de la Southeastern Conference.
Il débute à 13 h 3 locales et est retransmis en télévision sur ESPN.
Sponsorisé par la chaîne de grands magasins Belk (en), le match est officiellement dénommé le Belk Bowl 2017.
Wake Forest gagne le match sur le score de 55 à 52.

## Présentation du match
| Équipes                            | Conférences | Entraîneurs              | Stats. saison rég. |
| ---------------------------------- | ----------- | ------------------------ | ------------------ |
| Demon Deacons de Wake Forest       | ACC         | Dave Clawson (en)        | 7 - 5              |
| Aggies du Texas                    | SEC         | Jeff Banks (intérimaire) | 7 - 5              |
| Arbitre : Steve Strimling (Pac-12) |             |                          |                    |

Il s'agit de la toute première rencontre entre ces deux équipes.

### Demon Deacons de Wake Forest
Avec un bilan global en saison régulière de 7 victoires et 5 défaites, Wake Forest est éligible et accepte l'invitation pour participer au Belk Bowl de 2017.
Ils terminent 5e de la West Division de l'Atlantic Coast Conference derrière no 4 Clemson, no 23 NC State, Boston College et Louisville avec un bilan en matchs de division de 4 victoires et 4 défaites.
À l'issue de la saison 2017, ils n'apparaissent pas dans les classements CFP, AP et Coaches.
Il s'agit de leur 2e participation au Belk Bowl après leur victoire 24 à 10 lors du Meineke Car Care Bowl 2007 du 29 décembre contre les Huskies du Connecticut.

### Aggies du Texas
Avec un bilan global en saison régulière de 7 victoires et 5 défaites, Texas A&M est éligible et accepte l'invitation pour participer au Belk Bowl de 2017.
Ils terminent 5e de la West Division de la Southeastern Conference derrière no 10 Auburn, no 1 Alabama, no 18 LSU et no 19 Mississippi State, avec un bilan en division de 4 victoires et 4 défaites.
À l'issue de la saison 2017, ils n'apparaissent pas dans les classements CFP, AP et Coaches.
Il s'agit de leur toute 1re apparition au Belk Bowl.

## Résumé du match
Début du match à 13 h 03, fin à 17 h 10 pour une durée totale de jeu de 4 h 07 min.
Températures de 5 °C, vent d'Ouest de 8 km/h, ciel clair, doux.
| QT          | Temps       | Drive       | Drive       | Drive       | Équipe      | Description de l'action | Score | Score |
| QT          | Temps       | Jeux        | Yards       | TDP         | Équipe      | Description de l'action | WF    | A&M   |
| ----------- | ----------- | ----------- | ----------- | ----------- | ----------- | --- | ----- | ----- |
| 1           | 12:48       | -           | -           | -           | A&M         | TD à la suite d'un retour de punt de 0 yard par DB Charles Oliver + 1 extra-point par K Daniel LaCamera.                             | 0     | 7     |
| 1           | 11:04       | 3           | 55          | 00:31       | A&M         | TD à la suite d'une course de 2 yards par RB Trayveon Williams + 1 extra-point par K Daniel LaCamera                                 | 0     | 14    |
| 1           | 08:47       | 6           | 69          | 02:09       | WF          | TD de 50 yards par WR Washington Scotty à la suite d'une réception d'une passe de QB Wolford John + 1 extra-point par K Weaver Mike. | 7     | 14    |
| 1           | 05:57       | 5           | 50          | 01:07       | WF          | TD de 7 yards par WR Hines Tabari à la suite d'une réception d'une passe de QB Wolford John + 1 extra-point par K Weaver Mike        | 14    | 14    |
| 1           | 01:33       | 5           | 70          | 00:56       | WF          | FG de 28 yards par K Weaver Mike | 17    | 14    |
| 2           | 13:25       | 9           | 83          | 02:13       | WF          | TD de 7 yards par WR Hines Tabari à la suite d'une réception d'une passe de QB Wolford John + 1 extra-point par K Weaver Mike        | 24    | 14    |
| 2           | 12:21       | -           | -           | -           | WF          | TD à la suite d'un punt retourné sur 59 yards par DB Battes Jessie III + 1 extra-point par K Weaver Mike                             | 31    | 14    |
| 2           | 07:31       | 3           | 75          | 00:50       | A&M         | TD de 52 yards par WR Christian Kirk à la suite d'une réception d'une passe de QB Nick Starkel + 1 extra-point par K Daniel LaCamera | 31    | 21    |
| 2           | 04:33       | 3           | 47          | 00:53       | WF          | TD de 37 yards par TE Serigne Cam à la suite d'une réception d'une passe de QB Wolford John + 1 extra-point par K Weaver Mike        | 38    | 21    |
| 2           | 00:18       | 9           | 80          | 01:59       | A&M         | TD de 10 yards par WR Christian Kirk à la suite d'une réception d'une passe de QB Nick Starkel + 1 extra-point par K Daniel LaCamera | 38    | 28    |
| 3           | 12:51       | 4           | 64          | 00:58       | A&M         | TD de 9 yards par WR Christian Kirk à la suite d'une réception d'une passe de QB Nick Starkel + 1 extra-point par K Daniel LaCamera  | 38    | 35    |
| 3           | 05:55       | 10          | 75          | 02:19       | WF          | FG de 27 yards par K Weaver Mike | 41    | 25    |
| 3           | 01:59       | 7           | 67          | 01:57       | A&M         | TD à la suite d'une course d'1 yard par RB Keith Ford + 1 extra-point par K Daniel LaCamera                                          | 41    | 42    |
| 4           | 12:39       | 7           | 35          | 02:50       | A&M         | FG de 19 yards par K Daniel LaCamera                                                                                                 | 41    | 45    |
| 4           | 09:06       | 11          | 69          | 03:26       | WF          | TD à la suite d'une course d'1 yard par RB Carney Cade + 1 extra-point par K Weaver Mike                                             | 48    | 45    |
| 4           | 05:52       | 10          | 72          | 03:08       | A&M         | TD de 13 yards par WR Jhamon Ausbon à la suite d'une réception d'une passe de QB Nick Starkel + 1 extra-point par K Daniel LaCamera  | 48    | 52    |
| 4           | 02:18       | 13          | 69          | 03:26       | WF          | TD à la suite d'une course d'1 yard par RB Colburn Matt + 1 extra-point par K Weaver Mike                                            | 55    | 52    |
| Score final | Score final | Score final | Score final | Score final | Score final | Score final | 55    | 52    |

## Statistiques
| Meilleur joueur (MVP) |             |       |
| Nom                   | Équipe      | Poste |
| John Wolford          | Wake Forest | QB    |

| Statistiques par équipe                |                                                       |                                                       |
| Statistiques                           | WF                                                    | A&M                                                   |
| 1er down                               | 31                                                    | 32                                                    |
| 1er down à la course                   | 10                                                    | 6                                                     |
| 1er down à la passe                    | 18                                                    | 24                                                    |
| 1er down suite pénalité                | 3                                                     | 2                                                     |
| Conversion de 3e down                  | 9/21                                                  | 6/15                                                  |
| Conversion de 4e down                  | 2/2                                                   | 0/1                                                   |
| Jeux–yards                             | 97 jeux pour 646 yards                                | 94 jeux pour 614 yards                                |
| Yards à la course                      | 48 courses pour 246 yards moyenne de 5,1 yards/course | 31 courses pour 115 yards moyenne de 3,7 yards/course |
| Yards à la passe                       | 400                                                   | 499                                                   |
| Passes : Réussies-Tentées-Interceptées | 32/49 passes complétées, 0 interception               | 42/63 passes complétées, 1 interception               |
| Réussite en zone rouge/chances         | 6/6                                                   | 6/7                                                   |
| TD                                     | 7                                                     | 7                                                     |
| Field Goals                            | 2/3                                                   | 1/1                                                   |
| Sacks (Nombre-Yards)                   | 2 pour 19 yards adverses perdus                       | 3 pour 13 yards adverses perdus                       |
| Fumbles (Nombre/Perdus)                | 3/2                                                   | 2/2                                                   |
| Pénalités (Nombre/Yards perdus)        | 4 pour 45 yards perdus                                | 7 pour 75 yards perdus                                |
| Temps de possession                    | 30:10                                                 | 29:50                                                 |

| Statistiques individuelles |                |                                                                               |
| Quaterbacks                |                |                                                                               |
| WF                         | Wolford, J     | 32/49 passes complétées, 400 yards, 0 interception, 4 TDs, 3 sacks subis      |
| A&M                        | Nick Starkel   | 42/63 passes complétées, 499 yards, 1 interception, 4 TD, 2 sacks subis       |
| Meilleurs coureurs         |                |                                                                               |
| WF                         | Colburn, M     | 21 courses pour 150 yards nets gagnés, 1 TD, moyenne de 7,1 yards/course      |
| A&M                        | T. Williams    | 7 courses pour 65 yards nets gagnés, 1 TD, moyenne de 9,3 yards/course        |
| Meilleurs receveurs        |                |                                                                               |
| WF                         | Washington, S. | 9 réceptions pour 138 yards gagnés, 1 TD                                      |
| A&M                        | Christian Kirk | 13 réceptions pour 189 yards gagnés, 3 TDs                                    |
| Meilleurs tacleurs         |                |                                                                               |
| WF                         | Williams, Jab  | 11 tacles dont 5 en solo, 1 fumble recouvert, 1 interception (8 yards gagnés) |
| A&M                        | Derrick Tucker | 12 tacles dont 6 en solo                                                      |